# Auzout (månekrater)
Auzout er et nedslagskrater på Månen. Det befinder sig på Månens forside, sydøst for Mare Crisium og nær Månens østlige rand. På grund af perspektivisk forkortning ser dette krater ovalt ud, men det er i virkeligheden næsten cirkulært. Det er opkaldt efter den franske astronom Adrian Auzout (1622-1691).
Navnet blev officielt tildelt af den Internationale Astronomiske Union (IAU) i 1935.  I nogle kilder kan kraterets navn være angivet som "Azout".

## Omgivelser
Forbundet med den sydlige rand af Auzout ligger det mindre van Albada-krater. Mod øst-nordøst ligger det store Condorcetkrater. 

## Karakteristika
Auzout har ikke særligt bemærkelsesværdige træk, men indeholder dog et centralt bjerg.

## Satellitkratere
De kratere, som kaldes satellitter, er små kratere beliggende i eller nær hovedkrateret. Deres dannelse er sædvanligvis sket uafhængigt af dette, men de får samme navn som hovedkrateret med tilføjelse af et stort bogstav. På kort over Månen er det en konvention at identificere dem ved at placere dette bogstav på den side af satellitkraterets midte, som ligger nærmest hovedkrateret. Auzoutkrateret har følgende satellitkratere:
| Auzout | Længde | Bredde  | Diameter |
| ------ | ------ | ------- | -------- |
| C      | 8,8° N | 65,3° Ø | 16 km    |
| D      | 9,3° N | 62,3° Ø | 10 km    |
| E      | 9,6° N | 60,6° Ø | 17 km    |
| L      | 8,3° N | 61,3° Ø | 9 km     |
| R      | 8,7° N | 60,1° Ø | 6 km     |
| U      | 9,4° N | 61,0° Ø | 8 km     |
| V      | 9,3° N | 61,4° Ø | 7 km     |

De følgende kratere har fået tildelt nye navne af IAU:
- Auzout A — Se Van Albadakrateret.
- Auzout B — Se Kroghkrateret.

## Måneatlas
- Billeder af Auzoutkrateret i LPI-måneatlasset